# Припутні (зупинний пункт)
Припу́тні — пасажирський залізничний зупинний пункт Козятинської дирекції Південно-Західної залізниці розташований на одноколійній неелектрифікованій лінії Шепетівка — Юськівці.
Розташований у селі Припутні Ізяславського району Хмельницької області між станціями Шепетівка-Подільська (11 км) та Ізяслав (5,5 км).
На зупинному пункті зупиняються приміські поїзди.